# Deuterão
O Deuteron(pt-br), deuterião ou dêuteron é o deutério gasoso que foi privado do único Elétron que possui e que, em consequência, é constituído pelo simples núcleo do deutério, composto por um Nêutron e um protão, afastados entre si por {\displaystyle 10^{-13}}cm e unidos por uma energia de {\displaystyle 2x10^{6}}eV.
Os deuterons foram descobertos por Harold Clayton Urey, F. C. Brickwedde e G. M. Murphy. Desde então foram acelerados em máquinas eletronucleares, como o ciclotron, para serem empregues como projéteis, tendo desempenhado um papel importante no estudo das reacções nucleares. São uma fonte potencial de energia nuclear.